# Shirley Jackson
Shirley Jackson (San Francisco, 14 december 1916 – North Bennington, 8 augustus 1965) was een Amerikaans schrijfster.
Jackson schreef een zestal romans en talloze korte verhalen, waarvan het kortverhaal The Lottery (1948) en de romantische griezelroman The Haunting of Hill House (1959) het bekendst zijn. Typerend voor haar schrijfstijl was de horror- en fantastische inslag waarmee vertellingen waren opgebouwd. Ze was getrouwd met criticus Stanley Edgar Hyman. 
The Haunting of Hill House werd in het Nederlands vertaald als De geesten van Hill House. Het boek werd twee keer verfilmd, in 1963 door Robert Wise onder de titel The Haunting, en in 1999 door Jan de Bont onder dezelfde titel.
Jackson had heel wat gezondheidsproblemen, onder meer veroorzaakt door haar overgewicht en haar rookgedrag. Ze overleed in 1965 op 48-jarige leeftijd aan een coronaire occlusie.
In 2020 verscheen de film Shirley waarin Jackson en haar man twee van de hoofdpersonages zijn.

### Romans
- 1948 - The Road Through the Wall
- 1951 - Hangsaman
- 1954 - The Bird's Nest
- 1958 - The Sundial
- 1959 - The Haunting of Hill House
- 1962 - We Have Always Lived in the Castle

### Korte verhalen
- About Two Nice People
- After You, My Dear Alphonse
- Afternoon in Linen
- Charles
- Colloquy
- Come Dance with Me in Ireland
- The Daemon Lover
- Dorothy and My Grandmother and the Sailors
- The Dummy
- Elizabeth
- A Fine Old Firm
- Flower Garden
- Got a Letter from Jimmy
- The Intoxicated
- Like Mother Used to Make
- The Lottery
- Louisa, Please Come Home
- Men with Their Big Shoes
- My Life with R. H. Macy
- Of Course
- One Ordinary Day, with Peanuts
- Pillar of Salt
- The Possibility of Evil
- The Renegade
- Seven Types of Ambiguity
- The Tooth
- Trial by Combat
- The Villager
- The Witch

## Prijzen
- 1960 - National Book Award-nominatie voor The Haunting of Hill House
- 1962 - Een van Time Magazine's 'Ten Best Novels' van het jaar
- 1966 - Mystery Writers of America Edgar Award voor Best Short Story voor The Possibility of Evil

- Biblioteca Nacional de España: XX4803281
- Bibliothèque nationale de France: cb11908370s (data)
- CiNii: DA03692432
- Gemeinsame Normdatei: 118985736
- International Standard Name Identifier: 0000 0001 2143 5300
- Library of Congress Control Number: n79125801
- MusicBrainz: a24a0f23-900a-4335-8f3f-ddf7bd4f0ae9
- Bibliotheek van het Japanse parlement: 00444408
- Nationale Bibliotheek van Tsjechië: jo2004244459
- Nationale bibliotheek van Australië: 35239765
- Nationale Bibliotheek van Israël: 987007275891005171
- Nationale Bibliotheek van Polen: a0000001165875
- Nederlandse Thesaurus van Auteursnamen: 072560312
- Istituto Centrale per il Catalogo Unico: CFIV107931
- LIBRIS: 328162
- SNAC: w6bz8c22
- Système universitaire de documentation: 026932490
- Trove: 877763
- Virtual International Authority File: 91864979
- WorldCat: E39PBJt8fCVvvb9gGd3dPwkMT3